# (2341) Aoluta
(2341) Aoluta (1976 YU1; 1933 UA; 1941 BO; 1956 TC1; 1966 UV; 1969 RH; 1979 TL; A910 UB) ist ein Asteroid des inneren Hauptgürtels, der am 16. Dezember 1976 von der russischen (damals: Sowjetunion) Astronomin Ljudmila Iwanowna Tschernych am Krim-Observatorium (Zweigstelle Nautschnyj) auf der Halbinsel Krim (IAU-Code 095) entdeckt wurde.

## Benennung
(2341) Aoluta wurde 1981 anlässlich dessen hundertjährigen Bestehens nach dem Leningrad-Observatorium (IAU-Code 584) benannt, der von der Staatlichen Universität Sankt Petersburg (damals: Staatliche Universität Leningrad) betrieben wird. Der erste Teil des Namens („Aolu“) steht für Astronomical Observatory of Leningrad University.